# Sting (wrestler)
Steve Borden (20. března 1959 Omaha, USA), známější pod jménem Sting, je bývalý americký profesionální zápasník. Nejznámějším se stal působením ve společnostech World Championship Wrestling, Total Nonstop Action Wrestling, World Wrestling Entertainment a v All Elite Wrestling, kde ukončil svoji bohatou kariéru.

## Kariéra
Svou wrestlingovou kariéru zahájil na počátku 80. let v Kalifornii v Power Team USA. Při účasti v Universal Wrestling Federation vyhrál s Ricky Steinerem pásy Tag Team. Po zakoupení UWF na konci roku 1987 zůstal u World Championship Wrestling a vyhrál zde titul NWA World Heavyweight. Následující měsíc začal spor s Lexem Lugerem, se kterým se spřátelil, a brzy vytvořil tým.
Dne 29. února 1992 poprvé vyhrál WCW World Heavyweight titul. V první polovině roku 1994 vyhrál i WCW International World title. Po nějaké době vytvořil tým s Lexem Lugerem a vyhrál s ním WCW World Tag Team Title. Na konci roku 2002 se objevil během evropského turné World Wrestling All-Stars federace, kde vyhrál WWA World Heavyweight Championship.
V roce 2003 podepsal smlouvu se společností Total Nonstop Action Wrestling, debutoval 18. června 2003. Dne 3. března 2011 se vrátil do TNA a vyhrál boj s Jeffem Hardym o World Championship TNA. Po těchto vystoupení na několik let z wrestlingového světa odešel.
V říjnu roku 2014 se vrátil k wrestlingu a to do WWE během show Survivor Series, kde zaútočil na Triple H, což vedlo k vítězství týmu Johna Ceny v zápase Team John Cena vs. The Authority. Na WrestleManii 31 zápasil s Triple H, ale prohrál a oba si po zápase podali ruce. Byl to jeho první zápas ve WWE. Následně prohrál i zápas se Sethem Rollinsem o WWE World Heavyweight Championship. Dne 2. prosince 2020 debutoval na akci All Elite Wrestling a to konkrétně na AEW Dynamite: Winter Is Coming. Svoji wrestlingovou kariéru zakončil v roce 2024, právě v této společnosti.

## Osobní život
Od roku 1986 byl ženatý se Sue Borden. Mají dva syny, Garretta a Stevena a dceru Gracie. Rozvedli se v roce 2010 po 24 letech manželství. V roce 2015 se oženil se Sabine Glenn.

## Úspěchy
- All Elite Wrestling
  - AEW World Tag Team Championship (1x) – s Darbym Allinem
- Total Nonstop Action Wrestling
  - NWA World Heavyweight Championship (1x)
  - TNA World Heavyweight Championship (4x)
  - TNA World Tag Team Championship (1x) – s Kurtem Anglem
  - TNA Hall of Fame (2012)
- WWE
  - WWE Hall of Fame (2016)
  - Slammy Award (2x)